# 西游记 (游戏)
《西游记》（日语名称的字面翻译为孙孙）是一款由卡普空公司于1984年制作的街机游戏。游戏与《西游记》原著的关系很少。本作之后移植至FC游戏机。
本作为横向卷轴游戏，屏幕自动滚动。屏幕上共有6个平台，偶尔会有间隙。玩家控制着一个小猴（从孙悟空原型而来），在平台上跳跃并攻击敌人。